# Golpe de Estado no Lesoto em 1986
Golpe de Estado no Lesoto em 1986 ocorreu no Lesoto em janeiro de 1986, liderado pelo general Justin Lekhanya. Isso levou à deposição do primeiro-ministro Leabua Jonathan, que ocupava o cargo desde 1965 e assumiu poderes ditatoriais após a eleição geral de 1970 ser anulada.
O general Lekhanya anunciou a criação do Conselho Militar, que exerceria todos os poderes executivos e legislativos em nome do rei Moshoeshoe II. Posteriormente, uma luta de poder se desenvolveu entre Lekhanya e o Rei, sendo este último forçado ao exílio no Reino Unido em fevereiro de 1990. O próprio Lekhanya seria deposto em um golpe de Estado de 1991, liderado pelo coronel Elias Phisoana Ramaema.